# Montagut (Terrassa)
El Montagut és una muntanya de 401 metres que es troba al municipi de Terrassa, a la comarca del Vallès Occidental.
Al cim podem trobar-hi un vèrtex geodèsic (referència 285118016).